# Altstädter Kirchgasse 2 und 4 (Hofgeismar)

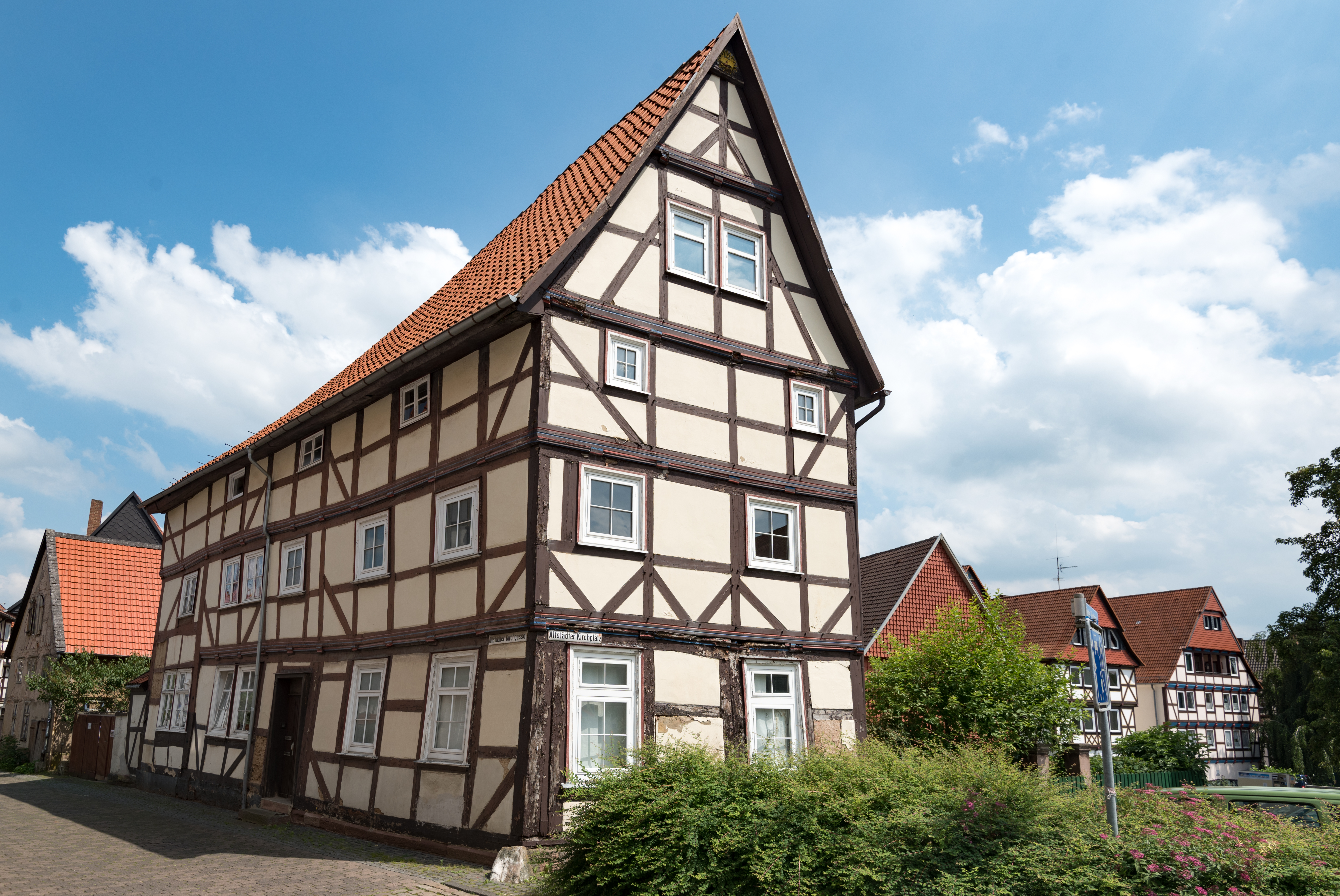
Gebäude Altstädter Kirchgasse 2 und 4 in Hofgeismar

Das Gebäude Altstädter Kirchgasse 2 und 4 in Hofgeismar, einer Stadt im Landkreis Kassel in Nordhessen, wurde um 1700 errichtet. Das Fachwerkhaus, ein Eckgebäude zum Altstädter Kirchplatz, ist ein geschütztes Kulturdenkmal.
Der dreigeschossige Rähmbau hat ein regelmäßiges Fachwerkgefüge mit umlaufendem, leichten Geschossüberstand mit profilierten Schwellbalken, Balkenköpfen und Füllhölzern. Die Giebelseite zum Platz wird durch divergierende Fußstreben betont. Das ehemals seitliche Tor ist nicht mehr vorhanden.  